# Anja Oplotnik
Anja Oplotnik (21 settembre 2002) è una sciatrice alpina slovena.

## Biografia
Attiva in gare FIS dal novembre del 2018, Anja Oplotnik ha esordito in Coppa Europa il 27 febbraio 2020 a Krvavec in slalom gigante e in Coppa del Mondo il 9 gennaio 2022 a Kranjska Gora in slalom speciale, in entrambi i casi senza completare la prova; ai Mondiali di Courchevel/Méribel 2023, sua prima presenza iridata, si è classificata 34ª nello slalom speciale. Non ha preso parte a rassegne olimpiche.

## Palmarès

### Coppa Europa
- Miglior piazzamento in classifica generale: 163ª nel 2022

### Campionati sloveni
- 4 medaglie:
  - 1 oro (slalom speciale nel 2020)
  - 1 argento (slalom speciale nel 2022)
  - 2 bronzi (slalom gigante, slalom speciale nel 2025)